# Ортнек
Ортнек (словен. Ortnek) је насељено место у општини Рибница, регија Југоисточна Словенија, Словенија.

## Историја
До територијалне реорганизације у Словенији био је у саставу старе општине Рибница.

## Становништво
У попису становништва из 2011. године, Ортнек је имао 16 становника.
| Број становника према пописима | Број становника према пописима | Број становника према пописима |
| ------------------------------ | ------------------------------ | ------------------------------ |
| 1991                           | 2002                           | 2011                           |
| 22                             | 18                             | 16                             |

Напомена: Године 2018. извршена је мања размена територије између насеља Ортнек и Худи Конец.